# Pseudoglutops marinae
Pseudoglutops marinae är en tvåvingeart som beskrevs av Vladimir N. Makarkin och Vasily S. Sidorenko 2000. Pseudoglutops marinae ingår i släktet Pseudoglutops och familjen snäppflugor. Inga underarter finns listade i Catalogue of Life.